# Sidevognscross
Sidevognscross eller sidevognsmotocross er en gren af motocross, der køres med motorcykler med sidevogn. Der anvendes en almindelig crossbane og hvert team består af en fører og en passager. På grund af det tredje hjul på sidevognen kan føreren ikke balancere motorcyklen på samme måde som i soloklasserne. Ændringer i tyngdepunktet skal i stedet ordnes af passagereren, der flytter sig kraftigt fra den ene side til den anden i sidevognen.
Det Internationale Motorcykelforbund har arrangeret verdensmesterskaber i sidevognscross siden 1980. De seneste år har sporten været domineret af hollænderen Daniël Willemsen, der blev verdensmester 1999 og i årene 2003 til 2007 med forskellige passagerer og letten Kristers Serģis, der blev verdensmester 1997 og 1998 samt i årene 2000 til 2002 med Artis Rasmanis som passager.